# Human. :II: Nature.
Human. :II: Nature. (stilisiert als HVMAN. :||: NATVRE.) ist das neunte Studioalbum der finnischen Symphonic-Metal-Band Nightwish. Es erschien am 10. April 2020 über Nuclear Blast.

## Entstehung
Im Sommer 2016 kündigte die Band an, im folgenden Jahr eine Pause einzulegen. Die Musiker nutzten diese Pause für ihre eigenen Nebenprojekte. Tuomas Holopainen veröffentlichte gemeinsam mit seiner Ehefrau Johanna Kurkela sowie Troy Donockley unter dem Namen Auri ein Album. Emppu Vuorinen veröffentlichte mit seiner Zweitband Brother Firetribe ein weiteres Album, während die Sängerin Floor Jansen im März 2017 eine Tochter zur Welt brachte.
Bereits im Februar 2018 verkündete Tuomas Holopainen, dass er bereits sechs Lieder für das neue Album geschrieben hat und auf eine Veröffentlichung im Jahre 2020 hofft. Schließlich war im November 2018 die Musik fertig geschrieben.
Aufgenommen wurde das Album zwischen August und Oktober 2019 auf dem Zeltplatz Röskö, den Petrax Studios in Hollola, den
Finnvox Studios in Helsinki sowie dem Studio Troykington Castle unter der Regie von Tero Kinnunen, Mikko Karmila und Troy Donockley. Gemischt wurde das Album von Mikko Karmila, Tuomas Holopainen und Tero Kinnunen in den Finnvox Studios. Das Mastering übernahm Mika Jussila. Für das Lied Noise wurde ein Musikvideo veröffentlicht.

## Hintergrund
Tuomas Holopainen beschrieb Human. :II: Nature. als ein Konzeptalbum, das nicht beabsichtigt war. Beim Schreiben der Texte fiel ihm auf, dass sich viele seiner Texte mit der Menschheit befassen und die Wörter human und nature (engl. Mensch und Natur) sehr häufig in den Texten vorkommen. Da auf den Liedern der ersten CD Menschen Lieder über die Menschheit singen und die zweite CD ein Instrumental über die Natur enthält, kam ihm die Idee zum Albumtitel, den Holopainen als „kleines hübsches Wortspiel“ bezeichnete. Dass das Album als Doppel-CD veröffentlicht wurde, lag laut Holopainen nur daran, dass das Album etwa 85 Minuten lang ist und das Material daher nicht auf eine CD passt.
Die Lieder auf der ersten CD befassen sich laut Holopainen allesamt mit der menschlichen Spezies. Das Lied Shoemaker handelt vom Leben und Wirken des Impaktforschers Eugene Shoemaker. Das Lied Pan würde laut Troy Donockley die menschliche Vorstellungskraft feiern. Es geht um die allumfassenden Errungenschaften von Zivilisation und Kultur, nicht aber um die gleichnamige Gottheit der griechischen Mythologie. How’s the Heart? beschäftigt sich mit dem menschlichen Einfühlungsvermögen.

## Titelliste
| CD 1: 1. Music – 7:03 2. Noise – 5:40 3. Shoemaker – 5:19 4. Harvest – 5:14 5. Pan – 5:18 6. How’s the Heart? – 5:02 7. Procession – 5:32 8. Tribal – 3:57 9. Endlessness – 7:12 | CD 2: 1. All the Works of Nature Which Adorn the World I. Vista – 4:00 II. The Blue – 3:36 III. The Green – 4:42 IV. Moors – 4:44 V. Aurorae – 2:08 VI. Quiet as the Snow – 4:05 VII. Anthropocene – 3:06 VIII. Ad Astra – 4:42 |

## Charts und Chartplatzierung
Human. :II: Nature. erreichte in Deutschland die Chartspitze der Albumcharts. Nightwish erreichte hiermit zum dritten Mal die Spitzenposition in Deutschland sowie zum zehnten Mal die Top 10 und zum 18. Mal die Album Top 100. Darüber hinaus erreichten Nightwish erstmals die Spitzenposition der deutschen Vinylcharts. Das Album war in Deutschland die verkaufstärkste Schallplatte im Monat April 2020, zudem führten sie als erster finnischer Act diese Chartauswertung an.
| ChartsChartplatzierungen | Höchstplatzierung | Wochen |
| ------------------------ | ----------------- | ------ |
| Deutschland (GfK)        | 1 (17 Wo.)        | 17     |
| Österreich (Ö3)          | 2 (7 Wo.)         | 7      |